# Unione stampa filatelica italiana
L'Unione stampa filatelica italiana (acronimo Usfi) è un'organizzazione nazionale italiana che riunisce i giornalisti e gli scrittori specializzati in filatelia e cultura postale, creata con lo scopo di favorire lo sviluppo dell’informazione filatelica e postale.

## Storia

### La costituzione[2]
Nella primavera del 1965, in occasione dell’annuale convegno filatelico, su invito di Giuseppe Martelli Calvelli si ritrovarono a Firenze alcuni giornalisti del settore per verificare la possibilità di creare un’associazione di categoria. Venne costituito un comitato promotore, del quale facevano parte Fulvio Apollonio, Antonio De Lorenzo-Mattei, Giuseppe Martelli Calvelli, Nicolò Musumeci, Igino Neri-Serneri, Fernando Amedeo Rubini e Maurizio Tecardi. Si rividero a Montecatini il 16 ottobre ed a Bologna il 27 novembre. A Roma, il 29 gennaio 1966, venne fondata l'Usfi, prendendo la decisione, caldeggiata da Luigi Raybaudi Massilia, di includere oltre agli iscritti all'Ordine dei giornalisti anche gli autori non iscritti. Fu nominato un consiglio direttivo provvisorio guidato da Fulvio Apollonio, che poi dell’Unione sarebbe stato presidente, senza interruzioni, dal 1966 al 2002. Lo affiancarono Maurizio Tecardi come segretario e Fernando Amedeo Rubini in qualità di tesoriere. Ad una commissione, presieduta da Fulvio Apollonio e della quale facevano parte Ninò Bruschini e Renato Russo, venne affidato l’incarico di predisporre lo statuto. L’atto formale della costituzione risale alla prima assemblea che si svolse l’8 maggio 1966 a Palazzo Strozzi di Firenze in concomitanza con il 5° "Raduno dei giornalisti filatelici", organizzato durante il "X Convegno filatelico fiorentino".

Francobollo emesso in Italia nel 2006 per il 40º anniversario di fondazione dell'Usfi

Francobolli emessi da San Marino nel 2006 con annullo primo giorno su cartolina, per il 40º anniversario di fondazione dell'Usfi

Francobollo emesso dal Sovrano Militare Ordine di Malta nel 2006 per il 40º anniversario di fondazione dell'Usfi

Aerogramma emesso dal Vaticano nel 2006 con annullo primo giorno, per il 40º anniversario di fondazione dell'Usfi

### Il logo[2]
Il logo dell'Usfi rappresenta l'immagine del "cavallino di Sardegna" nella versione da 50 centesimi, quindi iscritto in un ottagono, in giallo su fondo azzurro riquadrato di rosso, con bordatura dentellata di colore giallo, con, in basso, l’acronimo Usfi maiuscolo in giallo.
Il simbolo venne individuato circa tre anni dopo la costituzione dell'organizzazione, nella riunione del direttivo del 1º febbraio 1969 a Roma, che si svolse a breve distanza dalle celebrazioni per il 150° del “cavallino di Sardegna” che era il simbolo apposto su una specie di carta pre-annullata in uso dal 1818 nel Regno di Sardegna, ovvero un cavallo stilizzato con le zampe anteriori leggermente alzate con in groppa un puttino nel gesto di suonare il corno postale.
Nei primi anni del 1970 si riscontrano due versioni del marchio adottato dall'Usfi: la prima versione riproduceva il cavallino bianco in un ottagono dal fondo azzurro riquadrato di rosso con la scritta maiuscola Usfi in nero in stampatello scolastico, ed una seconda versione che proponeva i colori attuali e l’acronimo Usfi puntato. Successivamente venne aggiunta la dentellatura di colore giallo, ed in questa versione il logo fece la sua comparsa sulla cartolina per l’assemblea di Venezia del 2 settembre 1973.
In seguito venne elaborata la scritta Usfi senza punti, dopodiché il marchio rimase sostanzialmente inalterato.
Dal 22 febbraio 2022, a seguito di concessione da parte dell'autorità preposta, il logo risulta protocollato in Italia quale marchio registrato.

### I presidenti[3]
Fulvio Apollonio (1966-2002), Renato Russo (2002-2008), Danilo Bogoni (2008-2014), Fabio Bonacina (2014-2021), Beniamino Bordoni (2021-2027).

## Descrizione
L'Usfi riunisce in un solo organismo quanti si occupano di stampa filatelica e postale in Italia, con lo scopo di favorire lo sviluppo dell’informazione; si occupa inoltre di divulgare il sapere filatelico, organizzare corsi, congressi e visite guidate a strutture o enti di rilevanza filatelica o postale.
Fra le attività finalizzate agli scopi sociali, vi è la collaborazione con il Ministero delle imprese e del made in Italy, con Poste italiane, con gli uffici filatelici e numismatici e con le Amministrazioni postali di San Marino, Sovrano Militare Ordine di Malta, Vaticano e di altri Paesi.
L'organizzazione si è anche occupata di promuovere mostre e collezioni, come nel caso della collezione di Marco De Marchi (1872-1936) conservata presso il Museo del Risorgimento di Milano, realizzando tra il 2015 e il 2017 la digitalizzazione di tutti i documenti di cui è costituita.

### Opere[7]
- Fernando Amedeo Rubini, Annuario della filatelia italiana, Usfi, 1968
- Claudio Sabelli Fioretti, I primi dieci anni dell’U.S.F.I., Usfi, 1976
- AaVv, XV° Anniversario dell’Usfi, Usfi, 1980
- AaVv, La stampa filatelica per Italia 85, Usfi, 1985
- Fulvio Apollonio, Renzo Rossotti, Alberto Casella, Paola Morelli, Usfi '91, Usfi, 1991
- Benito Carobene, Autobiografia filatelica, Usfi/Vaccari s.r.l./Prodigi Edizioni, 2011
- Gastone Rizzo, Il maestro dei francobolli in “Una scuola così”, Prodigi Edizioni, 2012, ISBN 9788890661419
- Claudio Baccarin con la collaborazione di Beniamino Bordoni, Penne da collezione. Usfi: 50 anni sulla notizia, Prodigi Edizioni, 2016, ISBN 9788899061142
- Beniamino Bordoni con la collaborazione di Claudio Baccarin, Cartoline buste annulli dell’Unione stampa filatelica italiana, Prodigi Edizioni, 2018, ISBN 9788899061241
- Beniamino Bordoni, Scrivere di francobolli. Le riviste filateliche italiane dalle origini al 1945, Prodigi Edizioni, 2020, ISBN 9788899061401
- A cura di Danilo Bogoni e Beniamino Bordoni, Imparare con i francobolli. La lezione del maestro Rizzo, Prodigi Edizioni, 2022, ISBN 9788899061524
- AaVv, Un bollo in maschera. Gli autori filatelici e la pandemia, Prodigi Edizioni, 2022, ISBN 9788899061579
- A cura di Fabio Bonacina, Creatività per un francobollo. I bozzetti del Museo storico della comunicazione, Prodigi Edizioni, 2023, ISBN 9788899061623

### Premi istituiti[8]
L'Usfi conferisce premi a giornalisti e scrittori che si sono distinti per la loro attività divulgativa e di studio nei settori filatelico e postale. Dal 2011 riconosce ogni anno due premi principali: il premio intitolato a Fulvio Apollonio, al miglior giornalista dell’anno, e il premio intitolato a Renato Russo, al miglior libro specializzato dell’anno.